# Mogiła (Kraków)
Mogiła – dawna wieś, obecnie część miasta Krakowa, osiedle wchodzące w skład Dzielnicy XVIII Nowa Huta.
Wieś duchowna, własność Opactwa Cystersów w Mogile położona była w drugiej połowie XVI wieku w powiecie proszowskim województwa krakowskiego. W 1949 roku na polach w północnej części Mogiły rozpoczęto budowę Nowej Huty. Do końca 1950 roku miejscowość była siedzibą gminy Mogiła. 1 stycznia 1951, podobnie jak reszta Nowej Huty, cały obszar gminy Mogiła z wyjątkiem gromady Prusy został włączony w granice Krakowa.

## Historia
Nazwa miejscowości według legendy wiąże się z Wandą, córką legendarnego władcy Krakowa – Kraka, która nie chcąc poślubić Niemca – Rytygiera, miała utopić się w Wiśle. W pobliżu miejsca, gdzie zostało odnalezione jej ciało, usypano mogiłę.
W 1222 roku biskup krakowski Iwo Odrowąż podarował wieś Clara Tumba cystersom oraz ufundował kościół. W 1291 roku po raz pierwszy w dokumentach pojawia się nazwa Mogiła.

## Zabytki
- opactwo cystersów z XIII, XIV, XVIII wieku
- modrzewiowy kościół pw. św. Bartłomieja z XV wieku (jeden z najstarszych zachowanych drewnianych kościołów w Polsce)
- Willa Rogozińskich i park
- Dom młynarza
- Fort pomocniczy piechoty 49 ½ a „Mogiła”

W Mogile znajduje się Kopiec Wandy, rozgrywa się akcja opery Wojciecha Bogusławskiego pt. Krakowiacy i Górale. Na dzisiejszym osiedlu Wandy rozpoczęto budowę Nowej Huty. Tam gdzie dawniej były cysterskie stawy znajduje się Stadion Miejski Hutnik Kraków zwany popularnie Suche Stawy.

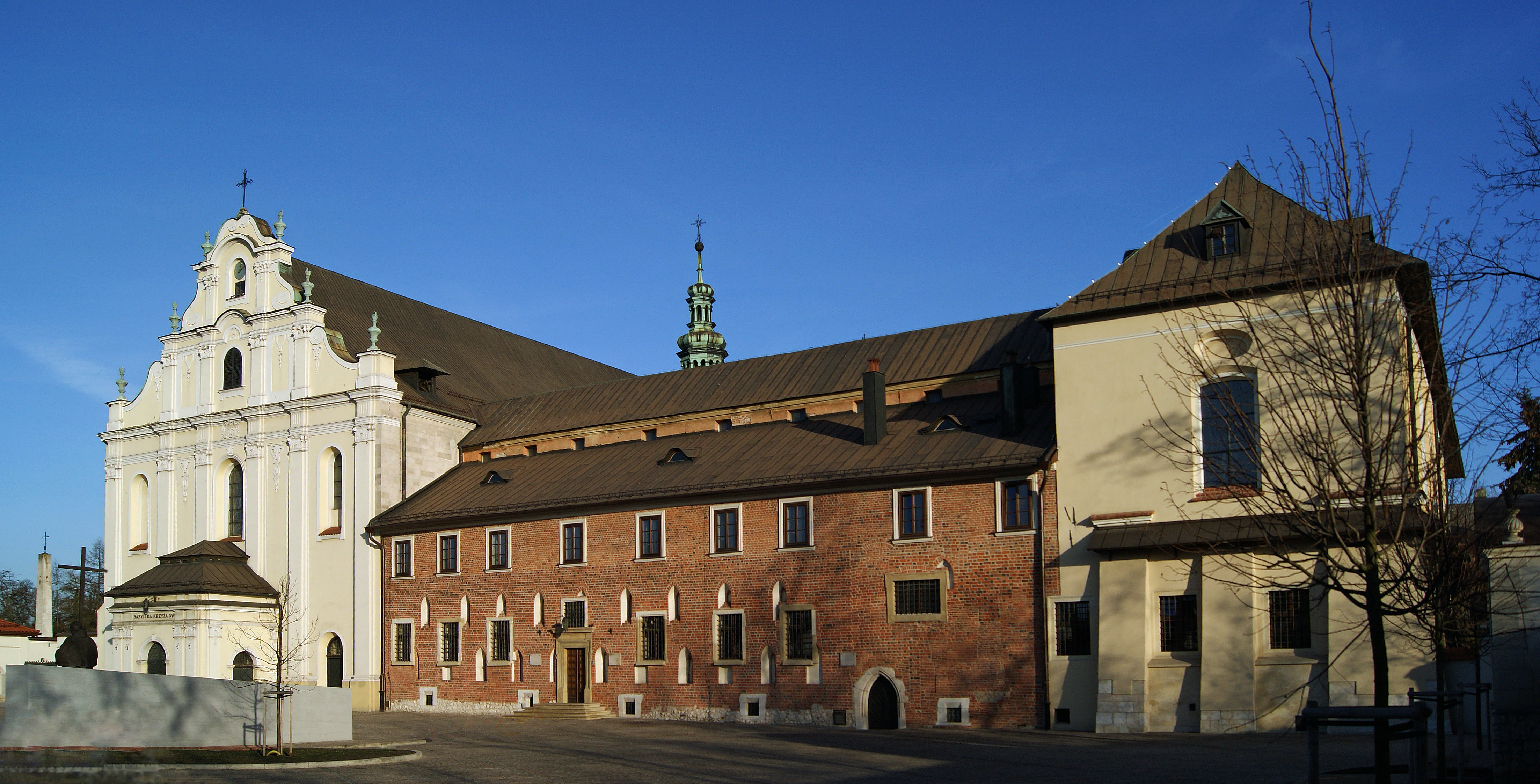
ul. Klasztorna 11 Klasztor oo. cystersów
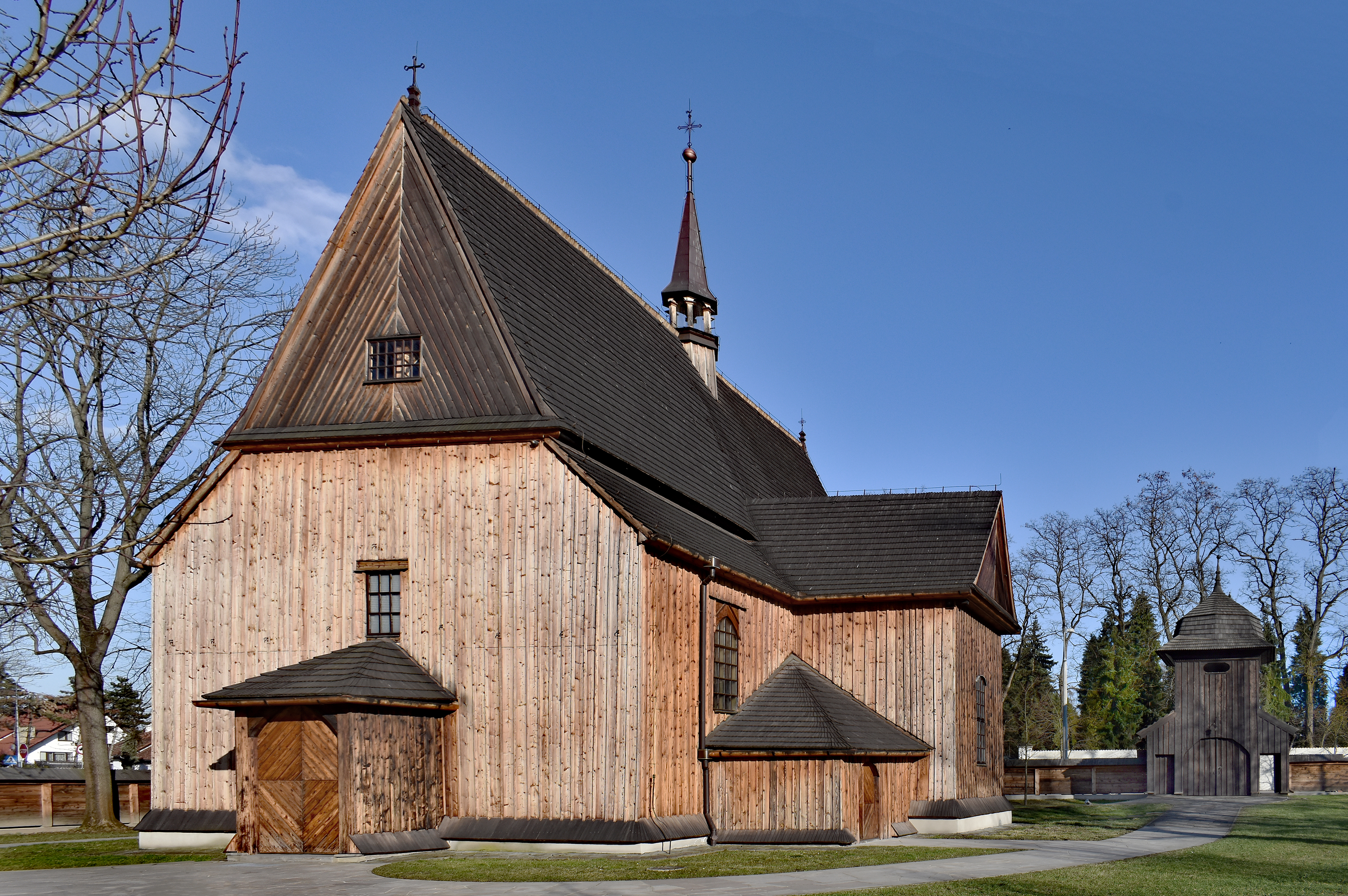
ul. Klasztorna 4 Kościół św. Bartłomieja
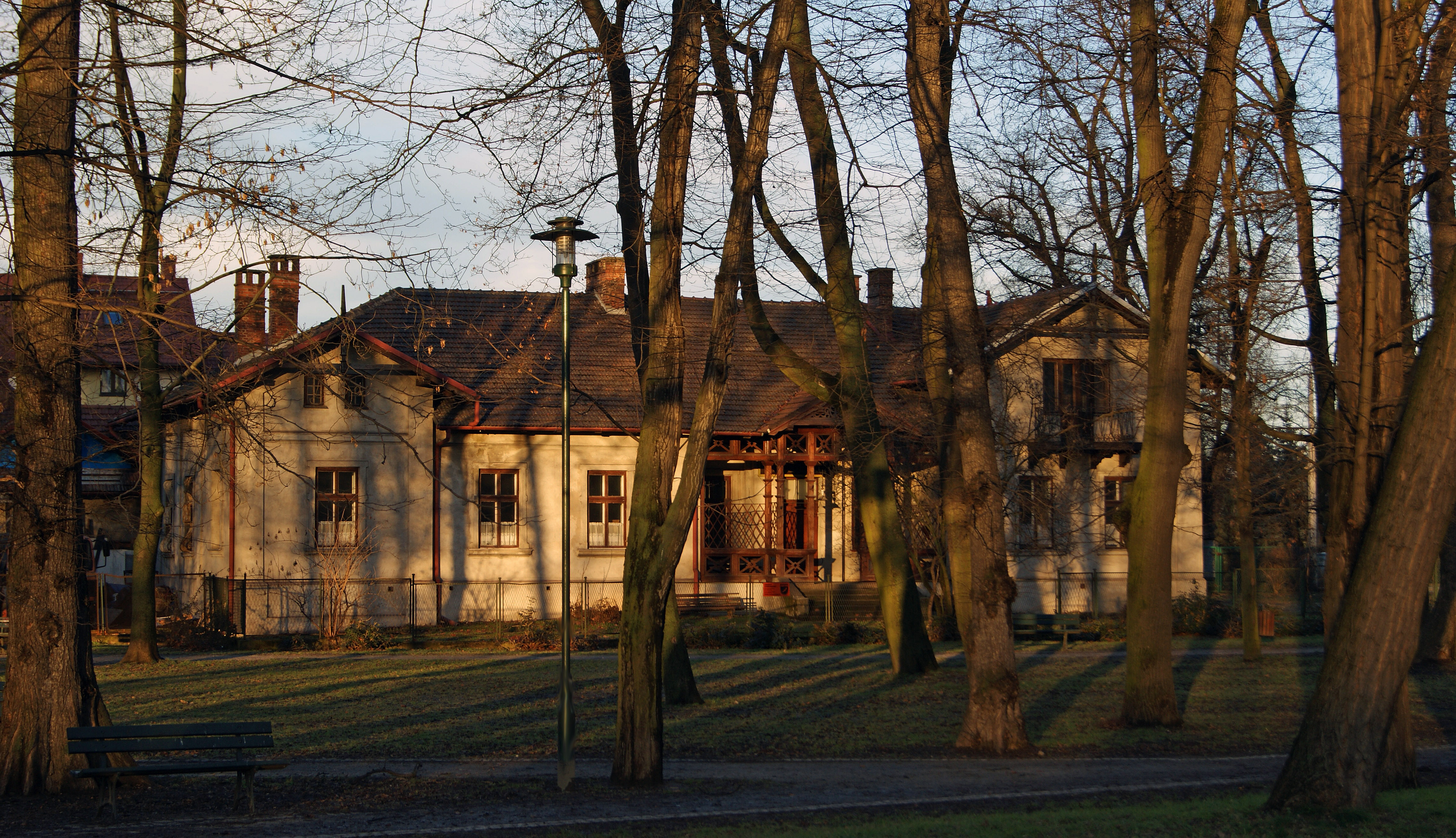
ul. Klasztorna 2 Willa Rogozińskich
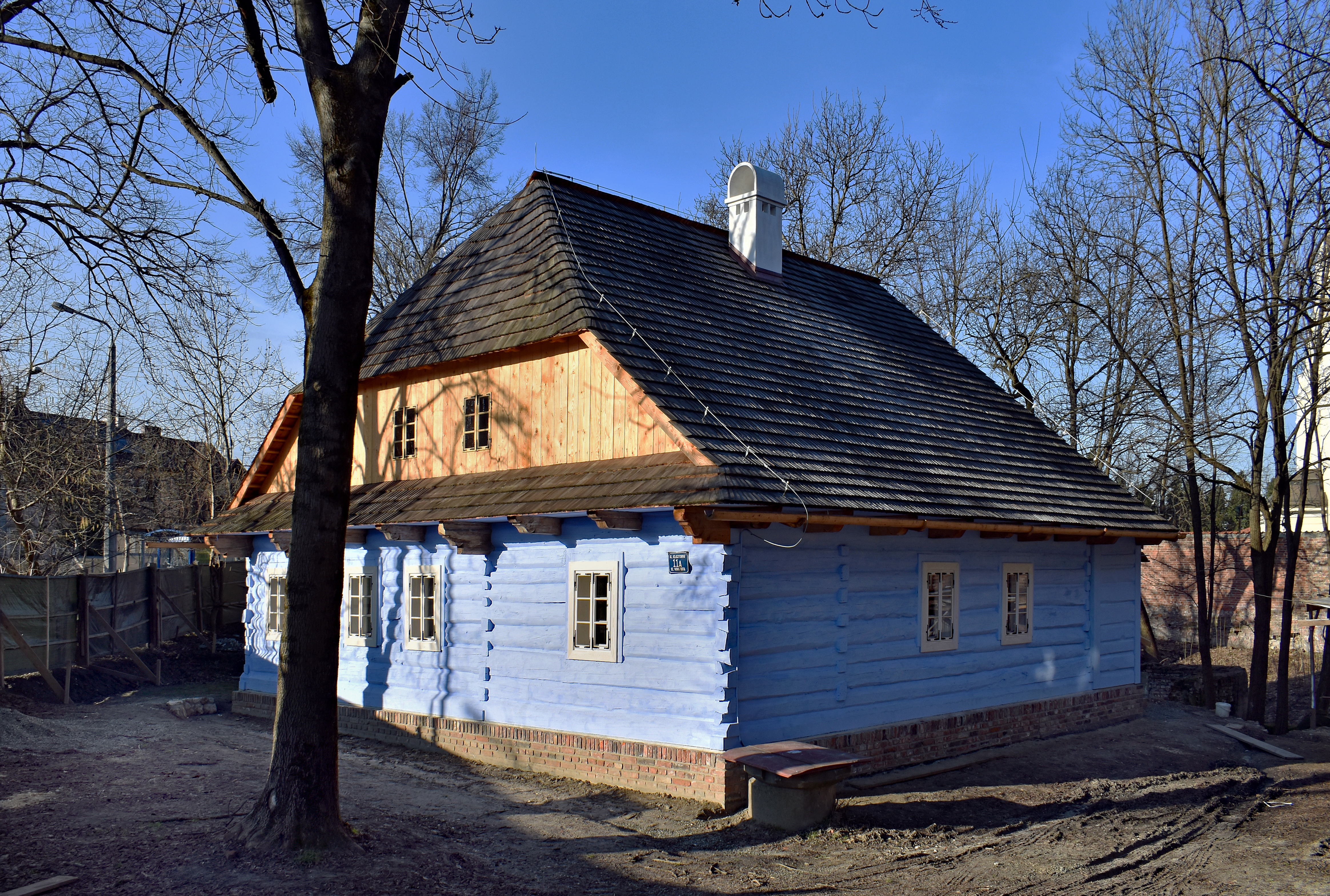
ul. Klasztorna 11a Dom młynarza
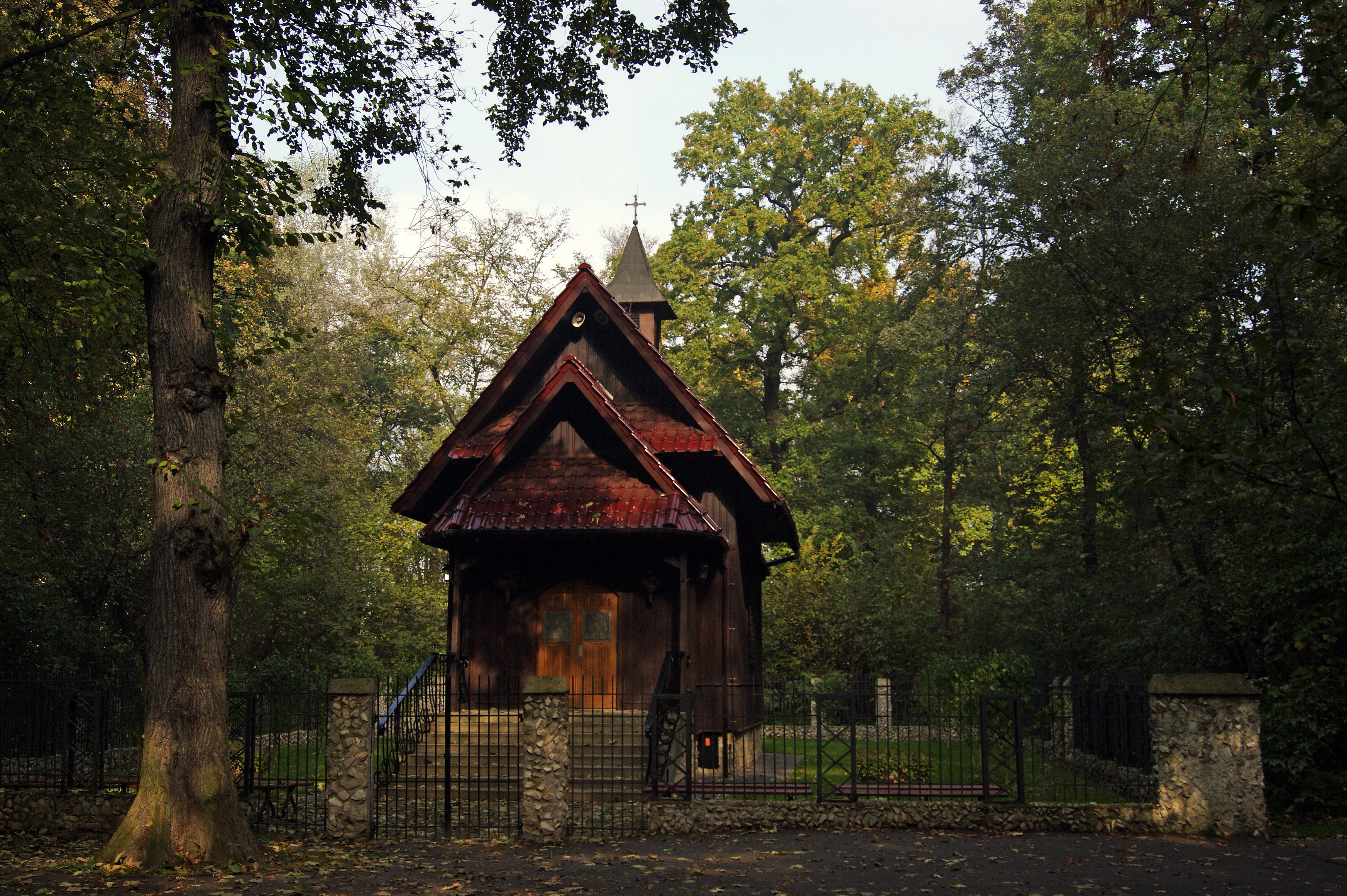
ul. Podbipięty Kaplica Matki Boskiej Częstochowskiej w Lasku Mogilskim
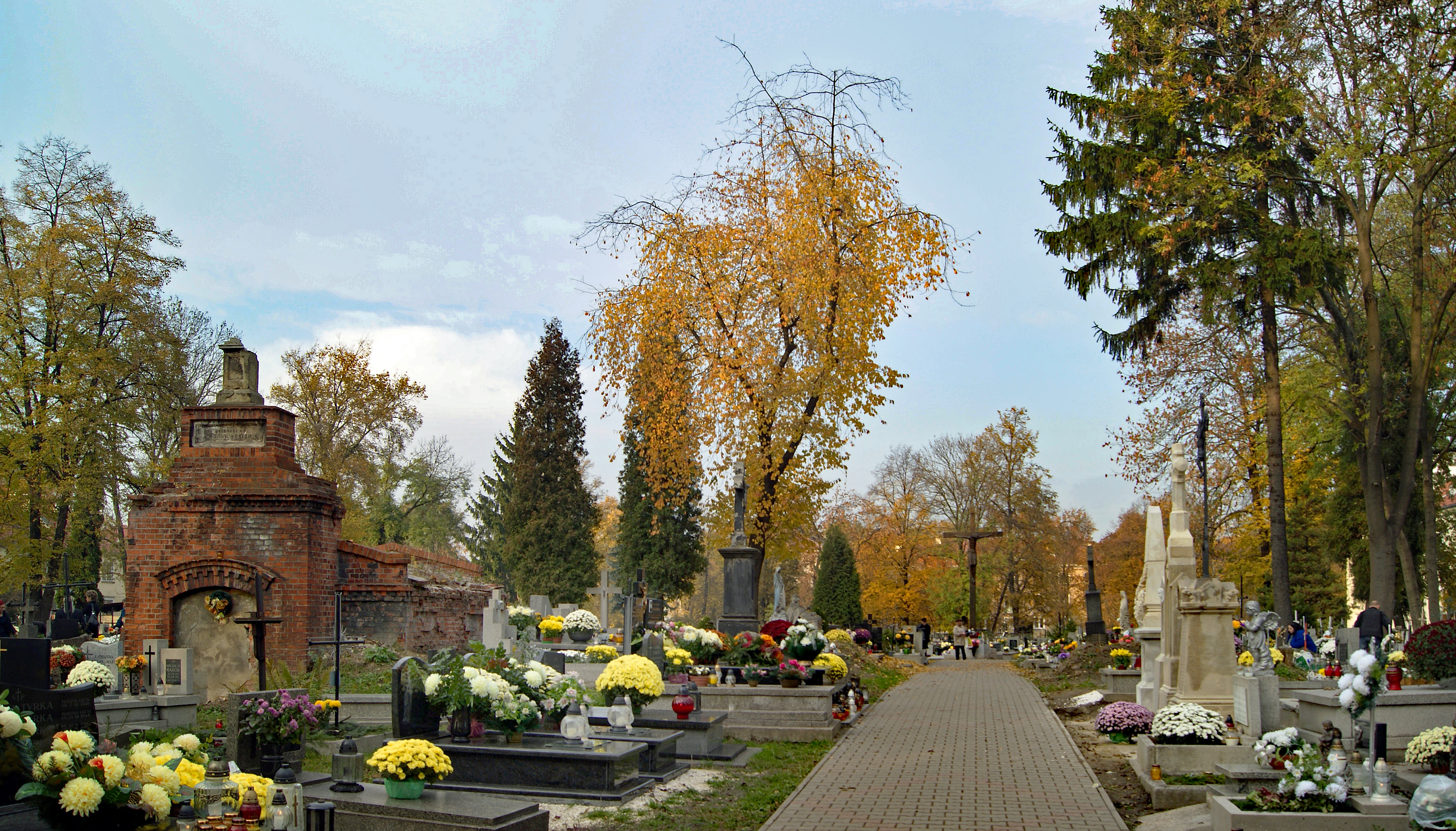
Osiedle Wandy Mogilski cmentarz parafialny